# Nostolachma odorata
Nostolachma odorata är en måreväxtart som först beskrevs av Jean Baptiste Louis Pierre och Charles-Joseph Marie Pitard, och fick sitt nu gällande namn av J.-f.Leroy. Nostolachma odorata ingår i släktet Nostolachma och familjen måreväxter. Inga underarter finns listade i Catalogue of Life.